# Xerus princeps
Xerus princeps är en däggdjursart som först beskrevs av Thomas 1929.  Xerus princeps ingår i släktet Xerus och familjen ekorrar. IUCN kategoriserar arten globalt som livskraftig. Inga underarter finns listade.

## Beskrivning
En stor ekorre med sträv, kort päls som är kanelbrun med vita fläckar på ovansidan, vit på buksidan. Pälsen är så kort att den mörka huden syns genom den. På varje sida går en tydlig, vit linje från skuldran till höften. Vitaktiga strimmor går också över och under de stora ögonen. Honan har 4 spenar. Öronen är små. Den långa, yviga, tillplattade svansen har tre svarta band. Honan är mellan 23,5 och 29 cm lång, exklusive den 20,5 till 28 cm långa svansen. Motsvarande värden för hanen är 23 till 28 cm (kropp) respektive 22 till 26 cm (svans). Vikten för honan varierar mellan 610 och 700 g, för hanen mellan 572 och 716 g.

## Ekologi
Habitaten utgörs av regnfattiga regioner med kuperad terräng eller låga bergstrakter med karg vegetation. Arten bygger underjordiska bon i skyddet av stenar. Individerna lever vanligen ensamma och är aktiva på dagen.
Födan består av gräs (även rötter), rotknölar, bär, akasiafrön och löv, i synnerhet från mopaneträd. Den kan också klättra upp i mopaneträd för att äta bladlöss.
Litet är känt om artens fortplantning. De en till tre ungarna föds troligtvis under vintermånaderna efter cirka 7 veckors dräktighet.

## Utbredning
Denna jordekorre förekommer i södra Angola och i Namibia.